# Mongoloraphidia (Neomartynoviella) tshimganica
Mongoloraphidia (Neomartynoviella) tshimganica is een kameelhalsvliegensoort uit de familie van de Raphidiidae. De soort komt voor in Oezbekistan.
Mongoloraphidia (Neomartynoviella) tshimganica werd voor het eerst wetenschappelijk beschreven door H. Aspöck et al. in 1968.